# Hugo Kunz (Apotheker)
Hugo Kunz (* 1875 in Xions, Posen; umgekommen vermutlich 1942) war Apotheker in Sohrau/Oberschlesien, später in Beuthen.
Er war 20 Jahre Vorsitzender des Deutschen Apothekervereins für Oberschlesien und seit 1927 Vorsitzender der jüdischen Gemeinde Beuthen.
1942 wurde er mit unbekanntem Ziel deportiert.